# Walter Schültz Portoalegre
Walter Schültz Portoalegre (Porto Alegre, 1907 - 1957) foi um compositor brasileiro.
Foi uma figura ativa no cenário musical gaúcho e compositor prolífico, produzindo grande quantidade de peças de câmara, dois bailados e duas sinfonias, peças de um caráter nacionalista, fazendo uso do folclore. Também atuou no cinema, produzindo cerca de 27 trilhas sonoras para filmes. Embora depois de sua morte sua obra tenha caído no esquecimento, está recentemente sendo resgatada. Nesse movimento, foi um marco a reapresentação em Porto Alegre, em 2001, de sua ópera Boiúna – A Lenda da Noite, com libreto do poeta Sylvio Moreaux, que havia sido estreada em 1955 no Rio de Janeiro. A partitura foi perdida e só sobreviveu uma redução para piano, que foi reconstruída pelo maestro Ion Bressan, gravando a ópera em um CD com a Orquestra Sinfônica de Porto Alegre.